# Alice Sara Ott
Alice Sara Ott (ælɪs ˈsærə ɔt / a-lit xa-ra ôt) là nữ nghệ sĩ dương cầm người Đức - Nhật Bản, nổi tiếng về tài năng biểu diễn dương cầm nhạc cổ điển, là một trong những nghệ sĩ dương cầm hàng đầu thế giới và được ưa thích nhiều nhất hiện nay.
Tên tuổi Alice gắn liền với các kiệt tác của những nhạc sĩ cổ điển hàng đầu thế giới như L.V. Beethoven, F. Chopin, F. Liszt, W.A. Mozart, v.v. Alice đã biểu diễn độc tấu và hoà tấu ở nhiều quốc gia, với các dàn nhạc hàng đầu thế giới như Dàn nhạc Giao hưởng London, hr-Sinfonieorchester, WDR Sinfonieorchester Köln, Münchner Philharmoniker, Los Angeles Philharmonic, Berliner Philharmoniker, Gothenburg Symphony, Bergen Philharmonic Orchestra, Chicago Symphony Orchestra, Washington’s National Symphony Orchestra, Rundfunk-Sinfonieorchester Berlin và Wiener Symphonike, v.v.  Alice cũng đã hợp tác với nhiều nhạc trưởng nổi tiếng như Santtu-Matias Rouvali, Gustavo Dudamel, Pablo Heras-Casado, Ed Gardner, Paavo Järvi, Neeme Järvi, Sir Antonio Pappano, Gianandrea Noseda, Andrés Orozco-Estrada, Yuri Temirkanov, Vladimir Ashkenazy, Sakari Oramo, Osmo Vänskä, Myung-Whun Chung, Hannu Lintu và Robin Ticciati. Alice còn là đại sứ cho thương hiệu toàn cầu của tập đoàn Technics, thương hiệu "âm thanh hi-fi" của Tập đoàn Panasonic, hãng trang sức cao cấp của Pháp Chaumet thuộc tập đoàn LVMH. Với tư cách cá nhân, Alice  được yêu cầu thiết kế một dòng túi da cao cấp đặc trưng cho JOST, một trong những thương hiệu cao cấp của Đức.

## Tiểu sử
Ott sinh ngày 1 tháng 8 năm 1988 ở Munich, Đức. Mẹ là người Nhật Bản, cha là kỹ sư xây dựng người Đức. Ott nói rằng: từ nhỏ thì "âm nhạc là ngôn ngữ vượt xa mọi ngôn từ" trong tôi và tôi muốn giao tiếp, thể hiện bản thân qua âm nhạc. Ott bắt đầu học piano từ năm 4 tuổi. Lúc lên 5 tuổi, Ott đã vào chung kết cuộc thi dương cầm cho thanh thiếu niên ở Munich. Năm 7 tuổi, Ott đã giành chiến thắng trong cuộc thi Jugend musiziert ở Đức. Năm 2002, Ott là người trẻ nhất lọt vào vòng chung kết tại Cuộc thi Học viện Piano Quốc tế Hamamatsu ở Nhật Bản và được giải Nghệ sĩ triển vọng nhất. Năm mười hai tuổi, Ott nhập học tại Salzburg Mozarteum với Karl-Heinz Kämmerling trong khi tiếp tục việc học ở trường ở Munich. Ott đã giành được giải thưởng tại một số cuộc thi piano, bao gồm cả giải nhất tại Cuộc thi Pianello Val Tidone năm 2004.
Ott đã thu âm cho Deutsche Grammophon nhiều chương trình và thường xuyên biểu diễn trong các chuyến lưu diễn ở Châu Âu, Nhật Bản và Hoa Kỳ. Cô đã giành giải nhất trong cuộc thi Bach năm 2003 ở Köthen, cuộc thi Pianello Val Tidone năm 2004 ở Ý và cuộc thi quốc tế EPTA (Hiệp hội giảng viên piano châu Âu) lần thứ 4 vào năm 2005.
Vào đầu năm 2019, Ott thông báo trên Instagram rằng mình đã được chẩn đoán mắc hội chứng đa xơ cứng (multiple sclerosis), sau khi sức khỏe suy giảm từ năm 2018. Sau khi cảm thấy "như trời sụp đổ", hiện nay nữ nghệ sĩ đang điều trị và luôn mong muốn tiếp tục mùa hòa nhạc của mình như đã định.

## Các bản ghi âm[9][10]
- 2009 – Liszt: Études d'exécution transcendante
- 2010 – Chopin: Complete Waltzes
- 2010 – Liszt: Piano Concerto No. 1 and Tchaikovsky: Piano Concerto No. 1
- 2011 – Beethoven: Piano sonatas No.3 in C, Op.2 No.3 and No.21 in C, Op.53 (Waldstein)
- 2013 – Mussorgsky: Pictures at an Exhibition and Schubert: Piano Sonata in D major, D850
- 2014 – Scandale (with Francesco Tristano) – Tristano: A Soft Shell Groove; Stravinsky: The Rite of Spring; Rimsky-Korsakoff: Scheherazade – The Story of the Kalendar Prince; Ravel: La Valse
- 2015 – The Chopin Project (with Ólafur Arnalds)[14]
- 2016 – Wonderland. Edvard Grieg:[15]
  - Piano Concerto In A Minor, Op.16;
  - Lyric Pieces Book I, Op.12, Album Leaf; Elves' Dance;  Book III, Op.43, Butterfly; To Spring;  Book V, Op.54, March Of The Trolls; Notturno;  Book VII, Op.62, Brooklet;  Book VIII, Op.65, Ballad; Wedding Day At Troldhaugen;  Book X, Op.71, Once Upon A Time;
  - Peer Gynt Suite No.1, Op.46, In The Hall Of The Mountain King; Peer Gynt Suite No.2, Op.55, Solveig's Song
- 2018 – Nightfall[16]
  - Claude Debussy
    - Rêverie, L. 68;
    - Suite bergamasque, L. 75

  - Erik Satie
    - Gnossiennes: No. 1 (Lent), No. 3 (Lent);
    - Gymnopédies: No. 1 (Lent et douloureux)

  - Maurice Ravel
    - Gaspard de la Nuit, M. 55;
    - Pavane pour une infante défunte, M. 19